# Biblioteca Nacional de Libia
La Biblioteca Nacional de Libia (en árabe: دار الكتب الوطنية‎) es la biblioteca nacional y archivo nacional de Libia, localizado en la ciudad de Bengasi. La biblioteca aglutina una colección de 150.000 volúmenes. El bibliotecario nacional es Mohamed A Eshoweihde.

## Historia

### Siglo XX
La Biblioteca Nacional de Libia fue fundada en 1972. La colección aglutina libros y publicaciones científicas, tesis y periódicos locales. También contiene libros raros e informes publicados por agencias de distintos entes del gobierno de Libia, así como documentos de archivo de distintas décadas.

### Siglo XXI
Como parte de la guerra civil libia, en 2017, la biblioteca fue tomada por el Ejército Libio leal al gobierno de Libia. Esta acción formaba parte de la ofensiva del gobierno contra las milicias islámicas en la zona.